# درگیری ۲۰۰۸ لبنان
درگیری ۲۰۰۸ لبنان (یا درگیری‌های ۷ مه؛ عربی: أحداث 7 أیار) درگیری نظامی کوتاه درون‌دولتی در مه ۲۰۰۸ در لبنان بین شبه‌نظامیان مخالف (عمدتاً شیعه عضو حزب‌الله) و سنی‌های طرفدار دولت بود. پس از اینکه بحران سیاسی ۱۸ ماهه از کنترل خارج شد، با تصمیم دولت برای برچیدن سیستم مخابراتی حزب‌الله، حزب‌الله، کنترل محله‌های با اکثریت سنی‌نشین در غرب بیروت را به دست گرفت. این درگیری با تصویب توافقنامه ۲۰۰۸ دوحه، پایان یافت.